# 무기 이온
무기 이온(영어: inorganic ion)은 생물에서 중요한 세포 활동에 필요한 이온이다. 신체 조직에서 이온은 전해질이라고도 하며, 근육 수축과 뉴런의 활성화에 필요한 전기적인 활성에 필수적이다. 무기 이온은 체액의 삼투압에 기여하고 다른 많은 중요한 기능들을 수행한다.

## 무기 이온의 예
생물에서 중요한 무기 이온들과 그 기능은 다음과 같다
- Ca2+ – 칼슘 이온은 뼈와 치아의 구성 요소이다. 칼슘 이온은 또한 아래의 다른 무기 이온들과 마찬가지로 생물학적 메신저 역할을 한다. (저칼슘혈증 참조)
- Zn2+ – 아연 이온은 체내에서 아주 낮은 농도로 발견되며, 이들의 주요 기능은 항산화제이다. 아연 이온은 일반적으로 그리고 간 특이적 산화촉진제 모두에 대해 항산화제로 작용한다.[2] 아연 이온은 특히 시스테인이 풍부한 결합 부위에서 높은 친화력으로 아연 이온과 결합하는 일부 거대 분자에 대한 항산화제 유사 안정제로 작용할 수 있다.[2] 이러한 결합 부위는 아연 이온을 단백질 접힘에 대한 안정제로 사용하여 이러한 단백질 모티프를 구조적으로 더 견고하게 만든다. 이러한 구조에는 아연 집게가 포함되며, 여러가지 입체 구조를 갖는다.[2]
- K+ – 동물에서 칼륨 이온의 주요 기능은 콩팥에서 삼투압의 균형을 유지하는 것이다. (저칼륨혈증 참조)
- Na+ – 나트륨 이온은 칼륨 이온과 유사한 역할을 한다. (저나트륨혈증 참조)
- Mn2+ – 망가니즈 이온은 다양한 단백질의 입체 형태를 위한 안정제로 사용되는 것으로 보인다. 그러나 망가니즈 이온에 대한 과다 노출은 파킨슨병과 같은 여러 신경퇴행성 질환과 관련이 있다.[3]
- Mg2+ – 마그네슘 이온은 엽록소의 구성 요소이다. (저마그네슘혈증 참조)
- Cl− – 사람에서 염화물 이온을 운반할 수 없게 되면 낭포성 섬유증을 야기하게 된다.
- CO2−
3 – 바다 생물의 껍질의 주성분은 탄산 칼슘이다. 혈액에서 이산화 탄소의 약 85%가 탄산염 이온(산성 용액)으로 전환되어 더 빠른 속도로 이동한다.
- Co2+ – 코발트 이온은 1~2 mg의 양으로 인체에 존재한다.[4] 코발트는 심장, 간, 콩팥, 지라에서 발견되며, 이자, 뇌, 혈장에서는 상당히 적은 양이 발견된다.[4][5] 코발트는 비타민 B12의 필수 구성 성분이자 세포의 체세포 분열에서의 기본적인 조효소이다.[5] 코발트는 아미노산 형성에 중요하며 일부 단백질은 신경 세포에서 말이집을 생성한다.[6][3] 코발트는 또한 생물체 내에서 적절한 기능에 필수적인 신경전달물질을 생성하는 역할을 한다.[3]
- PO3−
4 – 아데노신 삼인산(ATP)은 접근 가능한 형태로 에너지를 저장하는 일반적인 분자이다. 뼈는 인산 칼슘으로 구성되어 있다.
- Fe2+/Fe3+ – 헤모글로빈에서 발견되는 것처럼 주요 산소 운반 분자는 중심에 철 이온을 가지고 있다.
- NO−
3 – 식물에서 단백질 합성을 위한 질소의 공급원이다.

## 무기 이온의 생물학적 기능

### 이온 통로

#### K+통로
칼륨 통로는 막 전위를 유지하는 데 중요한 역할을 한다. 이러한 이온 통로는 다양한 생물에 존재한다. 칼륨 통로는 보통 근육 이완, 고혈압, 인슐린 분비 등을 포함한 많은 과정에서 세포 수준의 조절에서 역할을 한다. 생물체 내의 칼륨 통로의 예로는 ATP-감수성 칼륨 통로, 큰 칼륨 통로, 에터-아-고-고 칼륨 통로가 있다.

#### Na+통로
나트륨 통로는 세포 및 세포 내 수준에서 자극에 대한 탈분극을 전달하기 때문에 중요하다. 나트륨 통로는 나트륨 이온이 운동 및 인지와 같은 훨씬 더 집중적인 과정을 조정할 수 있도록 한다. 나트륨 통로는 다양한 소단위체로 구성되어 있지만 기본적인 소단위체만 기능에 필요하다. 이러한 나트륨 통로는 4개의 내부 상동 도메인으로 구성되어 있으며, 각 도메인은 6개의 막횡단 부분을 포함하며 전압 개폐 칼륨 통로의 단일 소단위체와 유사하다. 4개의 도메인이 함께 접혀서 중앙에 구멍을 형성한다. 나트륨 통로의 중앙의 구멍은 통로의 선택성을 결정한다. 이온의 반경과 이온의 전하는 둘 다 통로의 선택성에 중요하다.

#### Cl−통로
염소 통로는 음이온인 염소 이온에 의해 통제되기 때문에 다른 많은 이온 통로와 다르다. 염소 통로는 생체막을 가로질러 염소 이온을 촉진 확산시키는 막 단백질이다. 염소 통로는 세포막을 가로질러 이온을 수송하기 위한 방식으로 전압 개폐 메커니즘과 리간드 개폐 메커니즘을 모두 사용한다. 염소 통로는 사람의 질병 발병에 중요한 역할을 하는 것으로 밝혀졌다. 예를 들어 염소 통로를 암호화하는 유전자의 돌연변이는 낭포성 섬유증, 골다공증 및 간질을 포함한 근육, 콩팥, 뼈, 뇌에 다양한 질병을 유발한다. 유사하게 이들의 활성화는 뇌에서 신경교종의 진행과 적혈구에서 말라리아 기생충의 생장에 관여하는 것으로 추정된다. 현재 염소 통로는 완전히 이해되지 않았으며 더 많은 연구가 필요하다.

## 같이 보기
- 이온
- 생물학에서의 칼슘
- 생물학에서의 마그네슘